# Lennart Thy
Lennart Thy (Frechen, Alemania, 25 de febrero de 1992) es un futbolista alemán que juega como delantero en el Lion City Sailors F. C. de la Liga Premier de Singapur.

## Trayectoria
El 18 de enero de 2016, el Werder Bremen anunció que regresaría al club para la temporada 2016-17. Firmó un contrato de tres años. El 24 de septiembre de 2016, marcó su primer gol con el club desde su regreso tras entrar como suplente en la victoria por 2-1 ante el VfL Wolfsburgo.
En julio de 2017 el Werder Bremen confirmó que sería cedido al VVV-Venlo para la temporada 2017-18.
En julio de 2018 dejó definitivamente el Werder Bremen para incorporarse al B. B. Erzurymspor.
En septiembre de 2018 ganó el Premio Fair Play de la FIFA durante la ceremonia del Premio The Best FIFA de 2018. Se perdió un partido de la Eredivisie con el VVV Venlo contra el PSV Eindhoven para salvar la vida de un paciente con leucemia que necesitaba urgentemente células madre compatibles para su tratamiento mediante donación de sangre. La amplia cobertura de esta acción fue seguida por un aumento de las donaciones de células en los Países Bajos.
El 5 de enero de 2019 volvió a la Eredivisie firmando con el PEC Zwolle por un año y medio.
En mayo de 2020 aceptó unirse a Sparta de Róterdam.
En junio de 2022 regresó a su antiguo club, el PEC Zwolle, recién descendido a la Eerste Divisie. Firmó un contrato de tres años.

## Selección nacional
Fue máximo goleador del torneo junto a Luc Castaignos en la victoria de Alemania en el Campeonato Europeo Sub-17 de la UEFA 2009. Marcó el gol del empate en la final, en la que Alemania se impuso a los Países Bajos por 2-1 en la prórroga.

## Estadísticas

### Clubes
Actualizado al último partido disputado el 30 de agosto de 2024.
| Club                              | Div.          | Temporada     | Liga  | Liga  | Copas nacionales | Copas nacionales | Copas internacionales | Copas internacionales | Total | Total |
| Club                              | Div.          | Temporada     | Part. | Goles | Part.            | Goles            | Part.                 | Goles                 | Part. | Goles |
| --------------------------------- | ------------- | ------------- | ----- | ----- | ---------------- | ---------------- | --------------------- | --------------------- | ----- | ----- |
| Werder Bremen II · Alemania       | 3.ª           | 2009-10       | 13    | 2     | ―                | ―                | ―                     | ―                     | 13    | 2     |
| Werder Bremen II · Alemania       | 3.ª           | 2010-11       | 35    | 5     | ―                | ―                | ―                     | ―                     | 35    | 5     |
| Werder Bremen II · Alemania       | 3.ª           | 2011-12       | 22    | 2     | ―                | ―                | ―                     | ―                     | 22    | 2     |
| Werder Bremen II · Alemania       | Total club    | Total club    | 70    | 9     | 0                | 0                | 0                     | 0                     | 70    | 9     |
| Werder Bremen · Alemania          | 1.ª           | 2010-11       | 2     | 0     | 0                | 0                | 1                     | 0                     | 3     | 0     |
| Werder Bremen · Alemania          | 1.ª           | 2011-12       | 3     | 0     | 1                | 0                | ―                     | ―                     | 4     | 0     |
| F. C. San Pauli II · Alemania     | 4.ª           | 2012-13       | 5     | 2     | ―                | ―                | ―                     | ―                     | 5     | 2     |
| F. C. San Pauli II · Alemania     | Total club    | Total club    | 5     | 2     | 0                | 0                | 0                     | 0                     | 5     | 2     |
| F.C. San Pauli · Alemania         | 2.ª           | 2012-13       | 18    | 1     | 1                | 0                | ―                     | ―                     | 19    | 1     |
| F.C. San Pauli · Alemania         | 2.ª           | 2013-14       | 27    | 4     | 1                | 0                | ―                     | ―                     | 28    | 4     |
| F.C. San Pauli · Alemania         | 2.ª           | 2014-15       | 32    | 5     | 2                | 0                | ―                     | ―                     | 34    | 5     |
| F.C. San Pauli · Alemania         | 2.ª           | 2015-16       | 30    | 9     | 1                | 0                | ―                     | ―                     | 31    | 9     |
| Werder Bremen · Alemania          | 1.ª           | 2016-17       | 6     | 1     | 1                | 0                | ―                     | ―                     | 7     | 1     |
| Werder Bremen · Alemania          | Total club    | Total club    | 11    | 1     | 2                | 0                | 1                     | 0                     | 14    | 1     |
| F.C. San Pauli · Alemania         | 2.ª           | 2016-17       | 15    | 2     | 0                | 0                | ―                     | ―                     | 15    | 2     |
| F.C. San Pauli · Alemania         | Total club    | Total club    | 122   | 21    | 5                | 0                | 0                     | 0                     | 127   | 21    |
| VVV-Venlo · Países Bajos          | 1.ª           | 2017-18       | 32    | 7     | 2                | 1                | ―                     | ―                     | 34    | 8     |
| VVV-Venlo · Países Bajos          | Total club    | Total club    | 32    | 7     | 2                | 1                | 0                     | 0                     | 34    | 8     |
| B. B. Erzurymspor Turquía         | 1.ª           | 2018-19       | 12    | 1     | 2                | 0                | ―                     | ―                     | 14    | 1     |
| B. B. Erzurymspor Turquía         | Total club    | Total club    | 12    | 1     | 2                | 0                | 0                     | 0                     | 14    | 1     |
| PEC Zwolle · Países Bajos         | 1.ª           | 2018-19       | 17    | 9     | 0                | 0                | ―                     | ―                     | 17    | 9     |
| PEC Zwolle · Países Bajos         | 1.ª           | 2019-20       | 24    | 6     | 2                | 2                | ―                     | ―                     | 26    | 8     |
| Sparta de Róterdam · Países Bajos | 1.ª           | 2020-21       | 35    | 14    | 1                | 0                | ―                     | ―                     | 36    | 14    |
| Sparta de Róterdam · Países Bajos | 1.ª           | 2021-22       | 33    | 5     | 2                | 0                | ―                     | ―                     | 35    | 5     |
| Sparta de Róterdam · Países Bajos | Total club    | Total club    | 68    | 19    | 3                | 0                | 0                     | 0                     | 71    | 19    |
| PEC Zwolle · Países Bajos         | 2.ª           | 2022-23       | 36    | 23    | 1                | 0                | ―                     | ―                     | 37    | 23    |
| PEC Zwolle · Países Bajos         | 1.ª           | 2023-24       | 32    | 13    | 1                | 0                | ―                     | ―                     | 33    | 13    |
| PEC Zwolle · Países Bajos         | Total club    | Total club    | 109   | 51    | 4                | 2                | 0                     | 0                     | 113   | 53    |
| Lion City Sailors F. C. Singapur  | 1.ª           | 2024-25       | 11    | 7     | 0                | 0                | 1                     | 0                     | 12    | 7     |
| Lion City Sailors F. C. Singapur  | Total club    | Total club    | 11    | 7     | 0                | 0                | 1                     | 0                     | 12    | 7     |
| Total carrera                     | Total carrera | Total carrera | 440   | 118   | 18               | 3                | 2                     | 0                     | 460   | 121   |